# Policarpo, ufficiale di scrittura
Policarpo, ufficiale di scrittura è un film del 1959 diretto da Mario Soldati.
Presentato in concorso al 12º festival di Cannes, vi vinse il premio come miglior commedia. Il film è tratto dal romanzo La famiglia De' Tappetti di Luigi Arnaldo Vassallo,  pubblicato nel 1903.

## Trama
Policarpo De' Tappetti è un modesto impiegato ministeriale della Roma umbertina: è preciso e diligente, ma i suoi eccessi di zelo gli attirano l'antipatia del cavalier Cesare Pancarano di Rondò, suo severo capo ufficio, oltreché borioso aristocratico convinto d'essere imparentato con la regnante Casa Savoia, motivo per cui spende fior di quattrini per complesse ricerche genealogiche.
Le rispettive famiglie dei due s'incontrano per caso passeggiando al Pincio, e il figlio di Pancarano di Rondò, Gerolamo ("Gegè"), s'invaghisce di Celeste, la giovane e carina figlia di Policarpo; di fronte all'insistente corte che le fa Gegè, personaggio fatuo e superficiale, la ragazza si mostra piuttosto perplessa, ma accetta di fidanzarsi con lui per l'insistenza dei genitori, che prevedono per lei un brillante matrimonio.
Il cavalier Pancarano di Rondò, tuttavia, non vede di buon occhio il legame tra i due giovani, poiché, ritenendosi di nobile lignaggio, vorrebbe vedere il figlio sposato a una signorina del gran mondo. Per distogliere dunque Gegè dall'idea di sposare Celeste, il cavaliere avvicina Edelweiss, subretta di café-chantant di cui il giovane era stato in precedenza innamorato, e la convince a farsi vedere in costume da bagno sulla spiaggia di Ostia, dove Gegé ha in programma di recarsi con la fidanzata. Ovviamente le cose vanno come previsto dal cavaliere: Gegè lascia Celeste per correre dietro alla sua vecchia fiamma.
Nel frattempo Celeste s'innamora di Mario Marchetti, giovane meccanico serio e onesto, dal quale si fa insegnare a scrivere a macchina, volendo la ragazza trovarsi un lavoro come dattilografa. Policarpo dapprima si oppone fermamente al corteggiamento della figlia da parte di Mario e all'idea che Celeste vada a lavorare, ma alla fine è costretto a cedere.
Celeste si fidanza quindi con Mario, mentre Policarpo, calligrafo diplomato e acerrimo nemico della macchina per scrivere, dovrà trasformarsi in dattilografo per ordine del Ministero, altrimenti perderà il posto. Farà quindi sfoggio, con sorpresa di tutti, della sua abilità di dattilografo in occasione della visita del ministro per l'inaugurazione del nuovo sistema, battendo rapidamente a macchina il celebre coro della tragedia Il conte di Carmagnola di Alessandro Manzoni («S'ode a destra uno squillo di tromba»...).
Al cavalier Pancarano di Rondò, intanto, è giunta una sgradita notizia: Gegè, fuggito insieme a Edelweiss, s'è sposato con lei. Subito dopo, inoltre, gli studiosi che per suo conto ricercavano documenti genealogici attestanti il suo presunto sangue blu gli comunicano che un suo avo era sì chiamato Biancamano, ma non perché imparentato con i Savoia, bensì a causa della sua professione d'imbianchino. A questo punto il cavalier Pancarano decide d'esser più amichevole con Policarpo. Nella scena finale, si ammira lo splendido cameo di Amedeo Nazzari nei panni di un carabiniere che ferma un cavallo imbizzarrito.

## Distribuzione
La pellicola fu proiettata per la prima volta nel maggio 1959 al festival di Cannes, mentre uscì nelle sale in Spagna il 18 maggio 1961.
Nel 2007 Consip ne ha finanziato la masterizzazione in digitale su DVD, realizzata da Medusa Video, presentandola alla sua convention annuale con un intervento di Vincenzo Mollica.

## Riconoscimenti
- 1959 - Festival di Cannes
  - Premio per la miglior commedia
- 1959 - David di Donatello
  - Targa d'oro a Renato Rascel per la migliore interpretazione
- 1960 - Nastro d'argento
  - Migliori costumi